# Thakin Than Tun

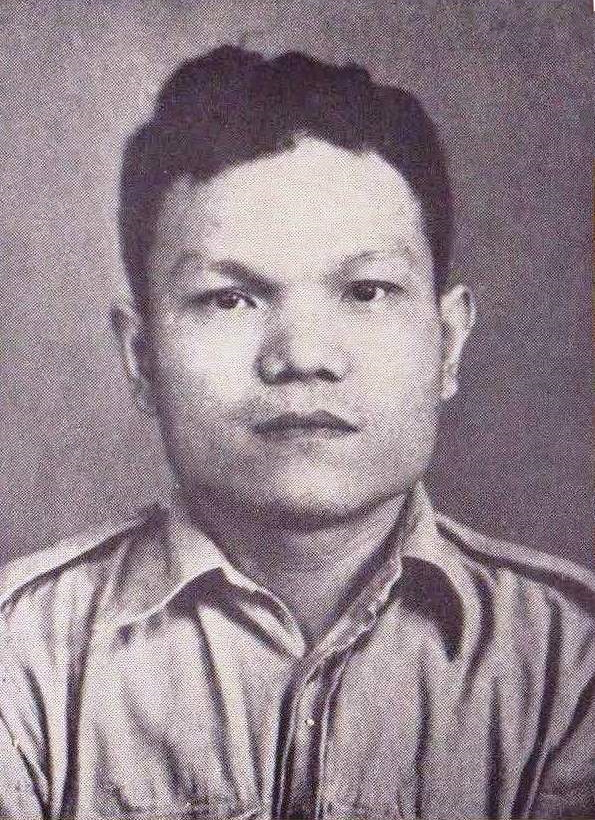
Thakin Than Tun

Thakin Than Tun (1911 - 24 september 1968) was een Birmees verzetsstrijder en voorzitter van de Birmese Communistische Partij van 1945 tot zijn dood in 1968.
Than Tun was schoolmeester van opleiding en bekende zich als nationalist tegen de Britse overheersing en als communist. In 1940 werd hij door de Britten gearresteerd. Na de onafhankelijkheid in 1948 leidde hij het communistisch verzet tegen het regime van U Nu. Hij werd in 1968 vermoord door een ondergeschikte. Zijn dood werd pas op 21 maart 1969 officieel bevestigd door de Birmese Communistische Partij.